# Cam (rivier)

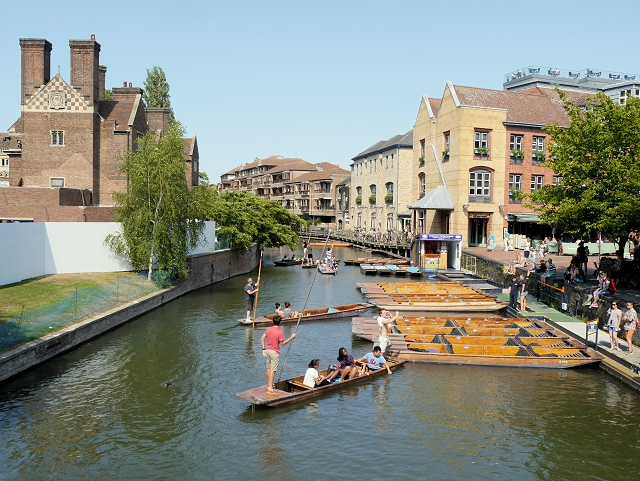
De rivier Cam in Cambridge gezien vanaf Magdalene Bridge

De Cam is een rivier in het zuidoosten van Engeland. De rivier ontspringt ten noorden van Londen nabij het plaatsje Debden op een hoogte van 112 meter boven zeeniveau.
De rivier stroomt vervolgens in noordelijke richting door de universiteitsstad Cambridge. Vroeger heette de rivier de "Granta", maar intussen is de rivier vernoemd naar de stad. De rivier mag niet verward worden met een veel kleinere rivier met dezelfde naam in Gloucestershire.
Na 69,4 km mondt de rivier uit in de Great Ouse, waarvan de Cam een rechterzijrivier is. Deze rivier mondt vervolgens uit in The Wash, een grote baai langs de Noordzeekust van het Verenigd Koninkrijk.
De rivier is voor pleziervaart bevaarbaar van de monding tot in het centrum van Cambridge. Gemotoriseerde schepen zijn echter enkel in de winter toegelaten op een deel stroomopwaarts van de sluis "Jesus lock". Op dit stuk stroomt de rivier vlak langs de oude universiteitsgebouwen waar vooral in in de zomer veel mensen zich op het water begeven met een vlet.